# Cowboy (film, 2007)
Pour les articles homonymes, voir Cowboy.
Pour plus de détails, voir Fiche technique et Distribution.
Cowboy est un film franco-belge réalisé par Benoît Mariage sorti en 2007.

## Synopsis
Cowboy raconte l'histoire du journaliste de télévision Daniel Piron (Benoît Poelvoorde) désabusé qui souhaite revenir sur le devant de la scène en retrouvant les protagonistes d'une prise d'otages qui avait eu lieu vingt-cinq ans auparavant. Hélas, le ravisseur, Tony Sacchi, qui l'avait inspiré, n'est plus le révolutionnaire de l'époque. Le choc des retrouvailles n'a pas lieu. Le film et le projet de Piron ne vont pas être à la hauteur de ses attentes. Il décide de manipuler les faits.

## Fiche technique
- Titre original : Cowboy
- Réalisation et scénario : Benoît Mariage
- Musique : Saule
- Photographie : Philippe Guilbert
- Montage : Philippe Bourgueil
- Décor : Françoise Joset
- Costume : Anne Fournier
- Production : Dominique Janne
- Production exécutive : Genevieve Lemal et Alexandre Lippens
- Sociétés de production : 
  - Belgique : K2, Scope Pictures
  - France : K-Star
- Société de distribution : UGC (France)
- Pays d'origine :  Belgique
- Format : couleur
- Genre : comédie
- Budget : 7,8 millions d'€
- Dates de sortie :
  - Canada : 27 août 2007 (Festival des films du monde de Montréal)
  - Belgique : 28 septembre 2007 (Festival International du Film Francophone de Namur)
  - Belgique, France : 5 décembre 2007

## Distribution
- Benoît Poelvoorde : Daniel Piron
- Gilbert Melki : Tony Sacchi
- François Damiens : Franz, le cameraman
- Julie Depardieu : Christelle Piron
- Bouli Lanners : Debaest
- Jean-Marie Barbier : Jef, le preneur de son
- Geneviève Grzelczyk : Gisèle
- Christine Dargenton : Lyliane
- Olivier Gourmet : lui-même
- Philippe Nahon : le borgne
- Vincent Ferooz : lui-même
- Leopoldo Benito : lui-même
- Jacky Druaut : lui-même
- Antoine Hautefeuille : lui-même
- Alain Bellot : lui-même
- Christelle Cornil : la puéricultrice

## Autour du film
- Début du tournage : 17 octobre 2005.
- La sortie était initialement prévue pour décembre 2006. Le retard d'un an de la sortie du film s'explique par le fait qu'après des projections-test, il est apparu que certaines scènes comiques ne fonctionnaient pas et devaient être tournées à nouveau.
- La Communauté française de Belgique produit le film à hauteur de 620.000 €[réf. nécessaire].
- Le film est inspiré d'un fait divers réel qui s'est passé en Belgique en 1980.